# GD-ROM

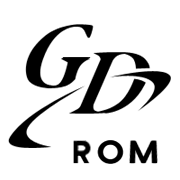
Logo del supporto

Il GD-ROM (sigla di giga disc read-only memory) è un supporto di memoria di tipo ottico caratterizzato da un formato proprietario ed è usato dalla console Sega Dreamcast. È simile ad un CD-ROM standard salvo che i bit sul disco sono molto più densi, cosa che si traduce in una più alta capacità di memorizzazione: circa 1,2 gigabyte, ovvero quasi il doppio di un CD-ROM standard. Il formato è stato sviluppato per SEGA da Yamaha.
È stato inoltre reso disponibile come aggiornamento per la piattaforma arcade Sega NAOMI ed equipaggia anche i coin-op basati sul sistema Sega Chihiro e Sega/Nintendo/Namco Triforce.

## Le regioni di un GD-ROM
Ci sono tre zone di dati su un disco GD-ROM. La prima è nella disposizione convenzionale del CD e solitamente contiene una traccia audio con un avvertimento che il disco va utilizzato su una Dreamcast, non su un lettore di CD ordinario. Questa traccia audio usa spesso le voci di un personaggio del gioco in un messaggio divertente (per esempio, Skies of Arcadia contiene il messaggio «Non possiamo salvare il mondo da un lettore CD, quindi inserisci questo CD in Dreamcast affinché possiamo fare il nostro lavoro!»). La sezione del CD inoltre contiene un segmento di dati, leggibile dal PC. Anche se la maggior parte dei dischi include soltanto i file di testo che identificano il gioco, il relativo copyright e la bibliografia, alcuni contengono il materiale "bonus" per gli utenti di PC (per esempio, Sonic contiene varie immagini dei personaggi della serie Sonic da utilizzare come sfondo del desktop). Segue poi una traccia "separatore" che non contiene dati tranne il testo relativo ai copyright di prodotto e del fabbricante SEGA. La sezione (esterna) finale del disco contiene i dati in sé del gioco in una più alta densità. Questa sezione è 112 minuti di lunghezza, con una capacità di 1,2 GB.
Un lettore CD normale non leggerà oltre la prima traccia perché, secondo l'indice del CD (TOC - Table Of Contents), non ci sono dati nelle altre regioni. Con un firmware modificato che cerca un secondo TOC nella regione ad alta densità è possibile accedere ai dati protetti dalla regione ad alta densità anche su un Cd-lettore normale. Si può anche utilizzare un "trucchetto": lasciando il lettore CD leggere il TOC da un CD normale e poi scambiando quel disco con un GD-ROM in modo da evitare di notificare il lettore che un nuovo disco è stato inserito. È quindi possibile accedere ai dati dalla regione ad alta densità come indicato dal TOC dal primo disco.

## Informazioni tecniche sui GD-ROM
Il GD-ROM nel sistema Dreamcast funziona in modalità CAV (velocità angolare costante), differente cioè dai CD-ROM comuni, che azionano il disco anche in modalità CLV (velocità lineare costante) e altre. SEGA ha ottenuto una maggiore densità facendo diminuire la velocità del disco alla metà e lasciando i componenti standard del CD-ROM in funzionamento normale così da quasi raddoppiare la densità di dati del disco. Questo metodo ha permesso a SEGA di utilizzare componenti immediatamente disponibili (e quindi meno costosi) per l'assemblaggio della console Dreamcast.